# 2026年冬季奥林匹克运动会保加利亚代表团
2026年冬季奧林匹克運動會保加利亞代表團是保加利亞所派出的第25届冬季奥林匹克运动会代表團。這是該國第22次参加冬奥。

## 高山滑雪
保加利亞已有一男一女取得高山滑雪參賽資格。

## 冬季兩項
保加利亞有 4 名女子冬季兩項運動員和 4 名男子冬季兩項運動員獲得2024-25 年冬季兩項世界盃資格。

## 越野滑雪
保加利亞已有一男一女取得越野滑雪參賽資格。